# Einar Axelsson
Richard Einar Axelsson, född 25 februari 1895 i Lund, död 30 oktober 1971 i Stocksund, Danderyd, var en svensk skådespelare.

## Biografi
Axelsson var son till skådespelarparet Konstantin och Amelie Axelsson  och gjorde sina första skådespelarinsatser vid Svenska teatern 1912–1913. Efter att ha spelat på Folkteatern 1913–1914 knöts han till Karin Swanströms teatersällskap där han gjorde sig känd som en betydande skådespelare genom sina roller som Armand i Kameliadamen och Alexei Csorny i Katarina II. Han var därefter anställd vid Albert Ranfts dramatiska landsortssällskap 1917–1918, vid Lorensbergsteatern 1918–1919 och hos Hjalmar Selander 1919–1921. På hösten 1921 återkom han till Svenska teatern. 1925–1941 var Axelsson ett av de främsta namnen inom Ernst Eklunds olika teaterföretag. Han anställdes 1941 vid Dramatiska teatern. Bland hans roller märks Jacques i Den fångna, Gregers Werle i Vildanden, von Nieppberg i Madame Sans-Gêne, Mikkel Borgen i I begynnelsen var Ordet och Andreas Blek af Nosen Trettondagsafton.
Han gifte sig 1920 med skådespelaren Maja Ljunggren (1878–1921), som förut var gift med Nils Arehn, därefter 1926–1938 med skådespelaren Doris Göhle (1903–1978) och slutligen 1938 med skådespelaren Alli Halling (1907–1966). Einar Axelsson var bror till journalisten George Axelsson (1898–1966), verksam på New York Times under 1940-talet, och kusin till journalisten Ingvar Axelsson.[källa behövs]
Einar Axelsson är begravd på Danderyds kyrkogård.

## Filmografi i urval
- 1917 – Tösen från Stormyrtorpet
- 1921 – Körkarlen
- 1921 – Vallfarten till Kevlaar
- 1922 – Thomas Graals myndling
- 1922 – Amatörfilmen
- 1925 – Karl XII
- 1925 – Polis Paulus' påskasmäll
- 1925 – Ett köpmanshus i skärgården
- 1926 – Giftas
- 1926 – Flickorna på Solvik
- 1926 – Flickan i frack
- 1928 – Ådalens poesi
- 1932 – Svarta rosor
- 1932 – Kärleksexpressen
- 1933 – Giftasvuxna döttrar
- 1934 – Eva går ombord
- 1934 – En stilla flirt
- 1935 – Kanske en gentleman
- 1935 – Äktenskapsleken
- 1936 – Ungdom av idag
- 1936 – På Solsidan
- 1936 – Ä' vi gifta?
- 1936 – Spöket på Bragehus
- 1937 – En flicka kommer till sta'n
- 1937 – Lyckliga Vestköping
- 1937 – Häxnatten
- 1940 – Åh, en så'n advokat
- 1940 – Hanna i societén
- 1941 – Ett brott
- 1941 – Nygifta
- 1941 – Magistrarna på sommarlov
- 1941 – Fransson den förskräcklige
- 1942 – Flickan i fönstret mitt emot
- 1942 – Vi hemslavinnor
- 1942 – Lyckan kommer
- 1942 – Det är min musik
- 1942 – I gult och blått
- 1942 – En sjöman i frack
- 1942 – Olycksfågeln nr 13
- 1943 – Som fallen från skyarna (alt. titel Professor Poppes prilliga prillerier)
- 1944 – Släkten är bäst
- 1944 – Kejsarn av Portugallien
- 1944 – Fattiga riddare
- 1944 – Fia Jansson från Söder
- 1946 – Bröder emellan
- 1946 – Iris och löjtnantshjärta
- 1947 – Tant Grön, Tant Brun och Tant Gredelin
- 1948 – Solkatten
- 1951 – Frånskild
- 1954 – Simon Syndaren
- 1956 – Ett dockhem
- 1956 – Flickan i frack
- 1956 – Swing it, fröken
- 1957 – Arken
- 1958 – Bock i örtagård
- 1958 – Den store amatören
- 1958 – Flottans överman
- 1958 – Vi på Väddö
- 1963 – Adam och Eva
- 1969 – Eva – den utstötta

## TV-teater och TV-serier i urval
- 1963 - Ett drömspel

## Teater

### Roller (ej komplett)
| År   | Roll                        | Produktion                                                               | Regi               | Teater                     |
| ---- | --------------------------- | ------------------------------------------------------------------------ | ------------------ | -------------------------- |
| 1921 |                             | Komprometterad Frances Nordstrom                                         | Nils Johannisson   | Vasateatern                |
| 1922 | Marcus                      | Gustav Vasa August Strindberg                                            | Gunnar Klintberg   | Svenska teatern, Stockholm |
| 1923 | Greve André de Sainville    | Lilla modellen Rudolf Eger                                               | Gunnar Klintberg   | Svenska Teatern            |
| 1923 |                             | En herre i frack André Picard                                            | Nils Johannisson   | Svenska teatern            |
| 1923 | Greve Henrik Dohna          | Gösta Berlings saga Selma Lagerlöf                                       | Gunnar Klintberg   | Svenska teatern, Stockholm |
| 1924 |                             | Pärlhalsbandet Lothar Schmidt                                            | Gunnar Klintberg   | Svenska teatern, Stockholm |
| 1924 | Du Velin                    | Portiern på Maxim Yves Mirande, Gustave Quinson och Henri Geroule        | Ernst Eklund       | Blancheteatern             |
| 1924 |                             | Lilla Busses bröllop Richard Kessler                                     | Knut Nyblom        | Vasateatern                |
| 1925 | Du Velin                    | Portiern på Maxim Yves Mirande, Gustave Quinson och Henri Geroule        | Ernst Eklund       | Blancheteatern             |
| 1926 | Egon Larsson                | Kassabrist Vilhelm Moberg                                                | Erik Berglund      | Blancheteatern             |
| 1926 | Georges Allegre             | I skolan igen André Birabeau                                             | Mathias Taube      | Blancheteatern             |
| 1927 | Raymond le Hochet, ingenjör | Buketten André Birabeau och Georges Dolley                               | Erik Berglund      | Komediteatern              |
| 1927 | Bruce Braden                | Skrämda katter Margaret Mayo och Aubrey Kennedy                          | Erik Berglund      | Djurgårdsteatern           |
| 1927 | Vally Saunders              | Guldgrävare Avery Hopwood                                                | Ernst Eklund       | Djurgårdsteatern           |
| 1927 | Charley Wykeham             | Charleys tant Brandon Thomas                                             | Elis Ellis         | Djurgårdsteatern           |
| 1927 | John Lenley                 | Mysteriet Milton Edgar Wallace                                           | Ernst Eklund       | Komediteatern              |
| 1928 |                             | Indianer och vita Axel Berggren                                          | Albert Ståhl       | Komediteatern              |
| 1928 | Jacques                     | Den fångna Édouard Bourdet                                               | Ernst Eklund       | Komediteatern              |
| 1928 | Etienne de Bellencontre     | Du skall ta mig Louis Verneuil                                           | Ernst Eklund       | Komediteatern              |
| 1928 | Georg Berndt                | Mördaren Hildur Dixelius                                                 | Ernst Eklund       | Komediteatern              |
| 1929 | Ledsna Walter               | Tolvskillingsoperan Bertolt Brecht och Kurt Weill                        | Ernst Eklund       | Komediteatern              |
| 1930 | Bill Paradene               | God morgon, Bill P.G. Wodehouse och Ladislaus Fodor                      | Gösta Cederlund    | Komediteatern              |
| 1930 | Gunnar Hede                 | En herrgårdssägen Selma Lagerlöf                                         | Einar Fröberg      | Oscarsteatern              |
| 1931 | Peter                       | Lilla Katarina (La Petite Catherine) Alfred Savoir                       | Ernst Eklund       | Komediteatern              |
| 1934 | Sovjetkommissarien          | Tovaritch Jacques Deval                                                  | Ernst Eklund       | Komediteatern              |
| 1935 | Kapten Stensrud             | Natt över havet Harry Blomberg                                           | Ernst Eklund       | Komediteatern              |
| 1935 |                             | Vi måste gifta bort mamma Neil Grant                                     | Alice Eklund       | Komediteatern              |
| 1935 | Frank Galloway              | Tonvikt på ungdomen Samson Raphaelson                                    | Ernst Eklund       | Komediteatern              |
| 1935 |                             | Nöddebo prästgård Elith Reumert                                          | Gösta Terserus     | Komediteatern              |
| 1936 | Donald                      | Bättre mans barn Gertrude Friedberg                                      | Harry Roeck Hansen | Vasateatern                |
| 1936 | Karl Hardtel                | Skolka skolan Stefan Bekeff och Adorjan Stella                           | Carlo Keil-Möller  | Vasateatern                |
| 1936 | Gregers Werle               | Vildanden Henrik Ibsen                                                   | Martha Lundholm    | Vasateatern                |
| 1936 | Jack                        | Gröna hissen Avery Hopwood                                               | Gösta Ekman        | Vasateatern                |
| 1937 | Robert Fabre-Marines        | Min son ministern André Birabeau                                         | Martha Lundholm    | Vasateatern                |
| 1937 | Henrik                      | Vår egen tid Leck Fischer                                                | Martha Lundholm    | Vasateatern                |
| 1938 | Prinsen                     | Prinsessan Törnrosa Zacharias Topelius                                   | Gösta Terserus     | Oscarsteatern              |
| 1938 |                             | Tolvskillingsoperan (Die Dreigroschenoper) Bertolt Brecht och Kurt Weill | Ernst Eklund       | Oscarsteatern              |
| 1939 | Leander                     | Henrik och Pernilla (Henrik og Pernille) Ludvig Holberg                  | Arne Lydén         | Oscarsteatern              |
| 1939 |                             | Celeber skilsmässa Gilbert Wakefield                                     | Ernst Eklund       | Oscarsteatern              |
| 1940 |                             | Trettio sekunder kärlek Aldo De Benedetti                                | Ernst Eklund       | Oscarsteatern              |
| 1940 | von Sternheim               | Fröken kyrkråtta Ladislas Fodor och Ludvig Schinseder                    | Ernst Eklund       | Oscarsteatern              |
| 1940 |                             | Älskar du mig? Arthur Macrae                                             | Ernst Eklund       | Oscarsteatern              |
| 1941 | Banjo                       | Han som kom till middag George S. Kaufman och Moss Hart                  | Martha Lundholm    | Vasateatern                |
| 1941 | Peter                       | Kan man lita på Peter? Johann von Bokay                                  | Martha Lundholm    | Vasateatern                |
| 1942 | Cadwell                     | Kid Jackson Marcel Achard                                                | Olof Molander      | Vasateatern                |
| 1942 | Fästmannen                  | Flykten från Paris Lo Håkansson                                          | Martha Lundholm    | Vasateatern                |
| 1942 | Conrad Klint                | Lille Napoleon Paul Sarauw                                               | Max Hansen         | Vasateatern                |
| 1942 | Gräshoppshannen             | I vår Herres hage Josef Čapek och Karel Capek                            | Gösta Folke        | Vasateatern                |
| 1942 | Borghjem                    | Lille Eyolf Henrik Ibsen                                                 | Martha Lundholm    | Vasateatern                |
| 1942 | Fotbollsspelaren            | Min syster Eileen Joseph Fields och Jerome Chodorov                      | Gösta Folke        | Vasateatern                |
| 1943 | Loriot                      | Fröken Nitouche Hervé, Henri Meilhac och Albert Millaud                  | Max Hansen         | Vasateatern                |
| 1943 | Rivelot                     | Kungen Robert de Flers, Emmanuel Arène och Gaston Arman de Caillavet     | Rune Carlsten      | Dramaten                   |
| 1945 | Schultz, vaktmästare        | Ödestimmen Hjalmar Söderberg                                             | Rune Carlsten      | Dramaten                   |
| 1951 | Kaplanen                    | Kvinnan bör inte brännas Christopher Fry                                 | Alf Sjöberg        | Dramaten                   |
| 1951 | Förste läkaren              | Amorina Carl Jonas Love Almqvist                                         | Alf Sjöberg        | Dramaten                   |
| 1951 | Evangelisten Persson        | Simon trollkarlen Tore Zetterholm                                        | Arne Ragneborn     | Dramaten                   |
| 1953 |                             | Hans nåds testamente Hjalmar Bergman                                     | Sandro Malmquist   | Skansens friluftsteater    |
| 1954 | Alfred Granger              | Fadershjärtat (The Bread-Winner) W. Somerset Maugham                     | Stig Torsslow      | Dramaten                   |
| 1955 |                             | Markurells i Wadköping Hjalmar Bergman                                   | Sandro Malmquist   | Skansens friluftsteater    |
| 1960 | Andre dödgrävaren           | Hamlet William Shakespeare                                               | Alf Sjöberg        | Dramaten                   |
| 1960 | Andre begravningsgästen     | Till Damaskus, del I August Strindberg                                   | Olof Molander      | Dramaten                   |
| 1960 | Handlande Borg              | Kvartetten som sprängdes Birger Sjöberg                                  | Åke Falck          | Skansens friluftsteater    |
| 1961 | Géronte                     | Det givmilda testamentet Jean-François Regnard                           | Tore Karte         | Fredriksdalsteatern        |
| 1961 | Gremio                      | Så tuktas en argbigga William Shakespeare                                | Per Gerhard        | Vasateatern                |
| 1965 | Gusman                      | Don Juan Molière                                                         | Ingmar Bergman     | Dramaten                   |
| 1969 | Robert Kofoten              | Tolvskillingsoperan Kurt Weill och Bertolt Brecht                        | Alf Sjöberg        | Dramaten                   |

## Radioteater

### Roller
| År   | Roll        | Produktion                                                           | Regi          |
| ---- | ----------- | -------------------------------------------------------------------- | ------------- |
| 1944 | Medverkande | Den stora vårutredningen 1944, revy Georg Eliasson och Gösta Rybrant | Palle Brunius |
| 1953 | Maskinisten | Midsommar August Strindberg                                          | Palle Brunius |
| 1960 | Herr Borg   | Kvartetten som sprängdes Birger Sjöberg                              | Åke Falck     |

### Fotnoter
1. ↑  ”Einar Axelsson”. http://www.sfi.se/sv/svensk-filmdatabas/Item/?type=PERSON&itemid=58204&ref=%2ftemplates%2fSwedishFilmSearchResult.aspx%3fid%3d1225%26epslanguage%3dsv%26searchword%3dEinar+Axelsson%26type%3dPerson%26match%3dBegin%26page%3d1%26prom%3dFalse. Läst 26 september 2012.
2. ↑  Dagens Nyheter 31 oktober 1971 sid.42
3. ↑  ”Arkiverade kopian”. Arkiverad från originalet den 8 augusti 2014. https://web.archive.org/web/20140808064159/http://svenskuppslagsbok.se/scans/band_unknown_01/0987_0988-0078.jpg. Läst 7 augusti 2014.
4. ↑  FinnGraven
5. ↑  ”Teater Musik”. Dagens Nyheter:  s. 4. 16 augusti 1921. http://arkivet.dn.se/arkivet/tidning/1921-08-16/218/4. Läst 22 juli 2015.
6. ↑  ”Gustav Vasa”. Musikverket. https://calmview.musikverk.se/CalmView/Record.aspx?src=CalmView.Performance&id=P14088&pos=185. Läst 23 mars 2024.
7. ↑  ”Teater och Musik”. Dagens Nyheter:  s. 6. 28 augusti 1923. http://arkivet.dn.se/arkivet/tidning/1923-08-28/232/6. Läst 26 juli 2015.
8. ↑  ”Teater och Musik”. Dagens Nyheter:  s. 10. 23 september 1923. http://arkivet.dn.se/arkivet/tidning/1923-09-23/258/10. Läst 26 juli 2015.
9. ↑  ”Gösta Berlings saga”. Musikverket. https://calmview.musikverk.se/CalmView/Record.aspx?src=CalmView.Performance&id=P14102&pos=188. Läst 23 mars 2024.
10. ↑  ”Teater, konst, litteratur”. Dagens Nyheter:  s. 9. 13 maj 1924. http://arkivet.dn.se/arkivet/tidning/1924-05-13/130/9. Läst 27 juli 2015.
11. 1 2  ”Portiern på Maxim”. Musikverket. http://calmview.musikverk.se/CalmView/Record.aspx?src=CalmView.Performance&id=PERF22164&pos=23. Läst 5 april 2016.
12. ↑  ”Teater och Musik”. Dagens Nyheter. 28 augusti 1924. http://arkivet.dn.se/arkivet/tidning/1924-08-28/234/7. Läst 27 juli 2015.
13. ↑  ”Kassabrist”. Musikverket. http://calmview.musikverk.se/CalmView/Record.aspx?src=CalmView.Performance&id=PERF22057&pos=33. Läst 6 april 2016.
14. ↑  ”Teater och Musik”. Dagens Nyheter:  s. 12. 9 april 1926. http://arkivet.dn.se/arkivet/tidning/1926-04-09/94/12. Läst 2 augusti 2015.
15. ↑  ”Teater och Musik”. Dagens Nyheter:  s. 8. 5 februari 1927. http://arkivet.dn.se/arkivet/tidning/1927-02-05/34/8. Läst 5 januari 2016.
16. ↑  ”Teater och Musik”. Dagens Nyheter:  s. 11. 5 maj 1927. http://arkivet.dn.se/arkivet/tidning/1927-05-05/120/11. Läst 5 januari 2016.
17. ↑  Bo Bergman (18 juni 1927). ”'Guldgrävare' på Djurgårdsteatern”. Dagens Nyheter:  s. 6. http://arkivet.dn.se/arkivet/tidning/1927-06-18/162/6. Läst 6 januari 2016.
18. ↑  ”Teater och Musik”. Dagens Nyheter:  s. 7. 26 juli 1927. https://arkivet.dn.se/tidning/1927-07-26/199/7. Läst 22 juli 2019.
19. ↑  ”Teater och Musik”. Dagens Nyheter:  s. 9. 12 oktober 1927. http://arkivet.dn.se/arkivet/tidning/1927-10-12/277/9. Läst 12 juni 2016.
20. ↑  ”Scen och Film”. Dagens Nyheter:  s. 10. 16 februari 1928. https://arkivet.dn.se/tidning/1928-02-16/45/10. Läst 22 juli 2019.
21. ↑  ”Scen och film”. Dagens Nyheter:  s. 11. 4 april 1928. https://arkivet.dn.se/tidning/1928-04-04/93/11. Läst 22 juli 2019.
22. ↑  ”Scen och Film”. Dagens Nyheter:  s. 12. 15 maj 1928. https://arkivet.dn.se/tidning/1928-05-15/132/12. Läst 3 september 2021.
23. ↑  ”Scen och Film”. Dagens Nyheter:  s. 14. 12 december 1928. http://arkivet.dn.se/arkivet/tidning/1928-12-12/340/14. Läst 6 januari 2016.
24. ↑  ”Tolvskillingsoperan”. Musikverket. http://calmview.musikverk.se/CalmView/Record.aspx?src=CalmView.Performance&id=PERF24157&pos=12. Läst 13 maj 2016.
25. ↑  ”Teater, Musik och Film”. Dagens Nyheter:  s. 14. 28 februari 1930. http://arkivet.dn.se/arkivet/tidning/1930-02-28/57/14. Läst 8 augusti 2015.
26. ↑  Bo Bergman (2 mars 1930). ”'Go'morron, Bill!' på Komediteatern”. Dagens Nyheter:  s. 10. http://arkivet.dn.se/arkivet/tidning/1930-03-02/59/10. Läst 8 augusti 2015.
27. ↑  ”Teater Musik och Film: 'En herrgårdssägen' på Skolteatern”. Dagens Nyheter:  s. 14. 9 december 1930. https://arkivet.dn.se/tidning/1930-12-09/335/14. Läst 24 januari 2021.
28. ↑  ”Teater Musik Film: Genrep”. Dagens Nyheter:  s. 14. 18 november 1931. https://arkivet.dn.se/tidning/1931-11-18/314/14. Läst 17 augusti 2025.
29. ↑  Bo Bergman (11 november 1934). ”Komediteaterns premiär: J. Devals 'Tovaritch'”. Dagens Nyheter:  s. 9. http://arkivet.dn.se/arkivet/tidning/1934-11-11/307/1. Läst 8 januari 2016.
30. ↑  Från Stockholms teatrar i Ord och Bild: illustrerad månadsskrift (1936) sid. 124
31. ↑  Bo Bergman (11 september 1935). ”Lustspelspremiär på Komediteatern”. Dagens Nyheter:  s. 1. http://arkivet.dn.se/arkivet/tidning/1935-09-11/247/1. Läst 8 januari 2016.
32. ↑  Bo Bergman (27 oktober 1935). ”Tonvikt på ungdomen”. Dagens Nyheter:  s. 1. http://arkivet.dn.se/arkivet/tidning/1935-10-27/293/1. Läst 8 januari 2016.
33. ↑  ”Teater Musik Film”. Dagens Nyheter:  s. 9. 24 december 1935. http://arkivet.dn.se/arkivet/tidning/1935-12-24/351/9. Läst 27 december 2015.
34. ↑  ”Teater Musik Film: 'Bättre mans barn'”. Dagens Nyheter:  s. 12. 8 maj 1936. http://arkivet.dn.se/arkivet/tidning/1936-05-08/124/12. Läst 16 april 2016.
35. ↑  Teateråret 1936 i Svenska Dagbladets Årsbok – händelserna 1936 (1937) s. 198
36. ↑  ”Vildanden”. Musikverket. http://calmview.musikverk.se/CalmView/Record.aspx?src=CalmView.Performance&id=PERF14224&pos=397. Läst 30 april 2016.
37. ↑  ”Teater Musik Film:Vasateatern”. Dagens Nyheter:  s. 15. 15 november 1936. http://arkivet.dn.se/arkivet/tidning/1936-11-15/312/15. Läst 30 april 2016.
38. ↑  ”Teater Musik Film: Vasateatern”. Dagens Nyheter:  s. 8. 23 februari 1937. http://arkivet.dn.se/arkivet/tidning/1937-02-23/52/8. Läst 10 januari 2016.
39. ↑  ”Vasateaterns premiär”. Dagens Nyheter:  s. 4. 24 februari 1937. http://arkivet.dn.se/arkivet/tidning/1937-02-24/53/4. Läst 10 januari 2016.
40. ↑  ”Vår egen tid”. Musikverket. http://calmview.musikverk.se/CalmView/Record.aspx?src=CalmView.Performance&id=PERF14225&pos=401. Läst 30 april 2016.
41. ↑  Pernilla (18 december 1938). ”'Törnrosa' på Oscars”. Dagens Nyheter:  s. 18. http://arkivet.dn.se/arkivet/tidning/1938-12-18/344/18. Läst 27 augusti 2015.
42. ↑  B. B-n. (9 oktober 1938). ”Tolvskillingsoperan”. Dagens Nyheter:  s. 14. https://arkivet.dn.se/tidning/1938-10-09/274/14. Läst 3 januari 2025.
43. ↑  ”Teater Musik Film”. Dagens Nyheter:  s. 11. 23 februari 1939. https://arkivet.dn.se/tidning/1939-02-23/11161-52/11. Läst 3 januari 2025.
44. ↑  Teateråret 1939 i Svenska Dagbladets Årsbok – händelserna 1939 (1940) s. 177
45. ↑  ”'30 sekunder kärlek' på Oscarsteatern”. Dagens Nyheter:  s. 12. 14 januari 1940. http://arkivet.dn.se/arkivet/tidning/1940-01-14/12/12. Läst 26 januari 2016.
46. ↑  ”Signe Hasso på Oscarsteatern”. Dagens Nyheter:  s. 11. 14 april 1940. http://arkivet.dn.se/arkivet/tidning/1940-04-14/101/11. Läst 27 januari 2016.
47. ↑  Stockholms teatrar 1940 i Svenska Dagbladets Årsbok – händelserna 1940 (1941) s. 210
48. ↑  Oscar Rydqvist (19 september 1941). ”'Han som kom till middag' på Vasateatern”. Dagens Nyheter:  s. 26. http://arkivet.dn.se/arkivet/tidning/1941-09-19/255/26. Läst 25 augusti 2015.
49. ↑  Manstad, Margit (1987). Och vinden viskade så förtroligt. Stockholm: Läsförlaget AB. sid. 246. Libris 7673797. ISBN 91-7902-067-4
50. ↑  Oscar Rydqvist (10 december 1941). ”'Kan man lita på Peter?' på Vasateatern”. Dagens Nyheter:  s. 28. http://arkivet.dn.se/arkivet/tidning/1941-12-10/336/28. Läst 1 maj 2016.
51. ↑  ”Kid Jackson”. Musikverket. http://calmview.musikverk.se/CalmView/Record.aspx?src=CalmView.Performance&id=PERF14216&pos=424. Läst 1 maj 2016.
52. ↑  Oscar Rydqvist (18 februari 1942). ”'Flykten från Paris' på Vasateatern”. Dagens Nyheter:  s. 9. http://arkivet.dn.se/arkivet/tidning/1942-02-18/48/9. Läst 24 augusti 2015.
53. ↑  Oscar Rydqvist (26 mars 1942). ”'Lille Napoleon' på Vasan”. Dagens Nyheter:  s. 14. http://arkivet.dn.se/arkivet/tidning/1942-03-26/82/14. Läst 1 maj 2016.
54. ↑  ”I vår herres hage”. Musikverket. http://calmview.musikverk.se/CalmView/Record.aspx?src=CalmView.Performance&id=PERF14232&pos=427. Läst 1 maj 2016.
55. ↑  ”Lille Eyolf”. Musikverket. http://calmview.musikverk.se/CalmView/Record.aspx?src=CalmView.Performance&id=PERF14213&pos=428. Läst 1 maj 2016.
56. ↑  ”'Min syster Eileen' på Vasateatern”. Dagens Nyheter:  s. 12. 27 december 1942. http://arkivet.dn.se/arkivet/tidning/1942-12-27/351/12. Läst 24 augusti 2015.
57. ↑  ”'Fröken Nitouche' på Vasan”. Dagens Nyheter:  s. 5. 23 januari 1943. http://arkivet.dn.se/arkivet/tidning/1943-01-23/21/5. Läst 24 augusti 2015.
58. 1 2  ”Skansenteatern”. Leopolds antikvariat. Arkiverad från originalet den 28 mars 2016. https://web.archive.org/web/20160328020221/http://www.abm.se/leopolds/Skansenteatern.html. Läst 19 mars 2016.
59. ↑  S B-l (23 juni 1960). ”Kvartetten som sprängdes”. Dagens Nyheter:  s. 14. http://arkivet.dn.se/arkivet/tidning/1960-06-23/168/14. Läst 21 januari 2016.
60. ↑  Ingvar Holm (30 juni 1961). ”Glad Regnard-komedi på Fredriksdalsteatern”. Dagens Nyheter:  s. 10. https://arkivet.dn.se/tidning/1961-06-30/173/10. Läst 10 juni 2018.
61. ↑  ”Teaterannons”. Dagens Nyheter:  s. 45. 2 oktober 1961. http://arkivet.dn.se/arkivet/tidning/1961-10-02/267/45. Läst 22 augusti 2015.
62. ↑  ”Don Juan”. Stiftelsen Ingmar Bergman. http://ingmarbergman.se/verk/don-juan-0. Läst 21 oktober 2015.
63. ↑  ”Radioprogrammet”. Dagens Nyheter:  s. 34. 16 maj 1944. http://arkivet.dn.se/arkivet/tidning/1944-05-16/132/34. Läst 31 januari 2016.
64. ↑  ”Radioprogrammet”. Dagens Nyheter:  s. 22. 19 juni 1953. http://arkivet.dn.se/arkivet/tidning/1953-06-19/163/22. Läst 31 januari 2016.
65. ↑  ”TV och radio”. Dagens Nyheter:  s. 27. 24 december 1960. http://arkivet.dn.se/arkivet/tidning/1960-12-24/350/27. Läst 18 mars 2016.